# Teoremas de Mertens
En matemáticas, los teoremas de Mertens (por el matemático alemán Franz Mertens (1840-1927), que los demostró) son tres resultados de teoría de números enunciados en 1874 y que tratan sobre la densidad de los números primos, y otros resultados en análisis matemático.

## Teoría de números

### Primer teorema de Mertens
| {\displaystyle \ln n-\sum _{p\leq n}{\frac {\ln p}{p}}=O(1)\quad {\hbox{cuando}}\ n\to \infty ,} |

### Segundo teorema de Mertens
| {\displaystyle \lim _{n\to \infty }\left(-\ln \ln n+\sum _{p\leq n}{\frac {1}{p}}\right)=0,2614972128\ldots ,} |

Ese número es la constante de Meissel-Mertens.

### Tercer teorema de Mertens
| {\displaystyle \lim _{n\to \infty }\ln n\prod _{p\leq n}\left(1-{\frac {1}{p}}\right)=e^{-\gamma },} donde γ es la constante de Euler-Mascheroni. |

## Teorema de Mertens en análisis
| Si una serie infinita real o compleja {\displaystyle \sum _{n=1}^{\infty }a_{n}} converge a {\displaystyle A} y otra {\displaystyle \sum _{n=1}^{\infty }b_{n}} converge absolutamente a {\displaystyle B}, entonces su producto de Cauchy converge a {\displaystyle AB}. |

- Datos: Q1196729